# Natasha Thomas
Natasha Thomas (nacida el 27 de septiembre de 1986 en Roskilde) es una cantante y compositora danesa de europop.

## Inicios Y álbum Save Your Kisses For Me
Debuta a los 17 años en las competitivas listas alemanas con su primer sencillo "Why (Does Your Love Hurt So Much)", en el 2004. Mientras al mismo tiempo conseguía convertirse en la nueva imagen de Lacoste.
Para principios de junio de 2004 su primer álbum "Save Your Kisses For Me" fue puesto en libertad y como segundo sencillo fue lanzada la canción “It´s Over Now” a diferencia del disco la canción contaba con la participación de Sugar Daddy.
It’s Over Now, sirvió también como soundtrack para el anuncio de la línea de ropa de “Lacoste” y el sencillo “Let Me Show You (The Way)”, que tiene el mismo sonido que "Save Your Kisses For Me", y reemplazo en el álbum a "I'm Just A Little Bit Shy" en la versión Japonesa (aún no se entiende la razón) fue la canción utilizada para el lanzamiento del perfume “Touch of Pink”, de “Lacoste”

## Playin' With Fire
Para el 2006 Natsha Thomas había roto su contrato con Sony Music y emprende en la creación de su propia empresa discográfica con la cual realizó su segundo álbum titulado “Playin' With Fire”.
Con el apoyo de ZXY Music el álbum fue distribuido sólo en Dinamarca, Alemania y Japón, sin embargo, no fue puesto en libertad en América Latina, como paso con su anterior Cd.
Solo dos sencillos fueron los promocionales “Skin Deep” y “Real”, teniendo solo el primero video musical, el álbum está compuesto por 16 y dos remixes fueron incluidos para la versión Japonesa.

## Nuevo álbum
Desde entonces se han venido dando actualizaciones en la página de Myspace de Natasha Thomas.
Para el 2009 se anunció la colaboración de ella con el cantante Tony Henry para la canción “Solo con te”.
Además de poderse escuchar un sinnúmero de canciones que se anunciaban formarían parte del nuevo disco.
Para el 2011 se anuncia el primer sencillo de su nuevo álbum, la canción llamada “Alene” ya se encuentra para su descarga en el internet y en la página oficial de Facebook de la artista ya se pueden ver las primeras imágenes del video musical.
Para el 1 de octubre de 2011 es publicada en la página oficial de sus fanes la canción "No Gravity"

## Discografía

### Álbumes
- Save your kisses for me (2004)
- Save your kisses for me (versión japonesa) (2005)
- Playin' with fire (2006)
- A editarse en el (2011)

### Sencillos
- 2004 «Why (Does Your Love Hurt So Much)»
- 2004 «It's Over Now»
- 2004 «Save Your Kisses»
- 2005 «Skin Deep»
- 2006 «Real»
- 2011 «Alene»
- 2011 «No Gravity»

### Videos
- 2004 Why (Does Your Love Hurt So Much)
- 2004 It's Over Now
- 2004 «Save Your Kisses»
- 2005 «Skin Deep»
- 2011 «Alene»